# كيفن باورز
كيفن باورز (بالإنجليزية: Kevin Powers)‏ (11 يوليو 1980، ريتشموند في الولايات المتحدة)؛ روائي أمريكي. درس في جامعة فرجينيا كومونولث.